# Криуша (приток Челновой)
Криуша — река в России, протекает в Тамбовской области. Левый приток реки Челновая.

## География
Река Криуша берёт начало около села Сабуро-Покровское. Течёт на юг, затем поворачивает на восток. На реке расположены населённые пункты Сабуро-Покровское, Свобода, Красная Криуша, Козьмодемьяновская Криуша, Беломестная Криуша. Устье реки находится у посёлка Пудовкин в 106 км по левому берегу реки Челновая. Длина реки составляет 27 км.

## Данные водного реестра
По данным государственного водного реестра России относится к Окскому бассейновому округу, водохозяйственный участок реки — Цна от города Тамбов и до устья, речной подбассейн реки — Мокша. Речной бассейн реки — Ока.
Код объекта в государственном водном реестре — 09010200312110000028990.